# Gloucester Courthouse
Gloucester Courthouse är administrativ huvudort i Gloucester County i Virginia. Vid 2010 års folkräkning hade Gloucester Courthouse 2 951 invånare. Den nuvarande domstolsbyggnaden i Gloucester County byggdes 2000–2002, medan den äldsta domstolsbyggnaden är från 1766–1767.